# Gopån
Gopån är en å i södra Hälsingland och norra Gästrikland. Ån är cirka 40 km lång. Den avvattnar sjön Gopen, vars huvudsakliga källflöde är Svartån (cirka 2 km lång, inklusive källsjöar och -bäckar omkring 8 km). Därefter rinner Gopån utför en ganska brant bergssluttning ner mot sjön Lingan, där den mottar biflödet Vrångsån. Efter ett litet sund (kallat "Smalån") vidtar sjön Ekaren, varefter ån betydligt utvidgad fortsätter sin färd mot havet. 
Sedan ån passerat Viksjön (tidigare havsvik) kallas den Hamrångeån och mynnar slutligen i Bottenhavet i Hamrångefjärden.